# San José del Potrero
Pour les articles homonymes, voir Potrero.
San José del Potrero est une municipalité du Honduras, située dans le département de Comayagua.

## Source de la traduction
- (en)/(es) Cet article est partiellement ou en totalité issu des articles intitulés en anglais « San José del Potrero » (voir la liste des auteurs) et en espagnol « San José del Potrero » (voir la liste des auteurs).